# Dolmen de la Grosse Pierre (Verneusses)
Pour les articles homonymes, voir Grosse Pierre.
La Grosse Pierre appelée aussi Pierre Couplée est un dolmen situé sur la commune de Verneusses dans le département de l’Eure en France.

## Localisation
Le mégalithe est situé sur le bord de la rue du Dolmen à l’est de la commune de Verneusses. Cette route est l’ancienne voie romaine qui reliait Rouen à Alençon.

## Description
La dalle de couverture du dolmen est très particulière car sa partie supérieure est en poudingue alors que sa partie inférieure est en grès. Elle a une forme triangulaire, le côté nord ayant une longueur de 4 m quand les deux autres côtés ne mesurent que 3,50 m. Son épaisseur est de 60 cm.
Elle est supportée par quatre supports en poudingue ou en grès :
- Support A : en grès, il mesure 2,30 m de large sur une hauteur visible de 0,70 m et une épaisseur de 0,45 m.
- Support B : en grès.
- Support C : en poudingue, il mesure 2 m de large sur une hauteur visible de 1,25 m et une épaisseur de 1 m.
- Support D : en grès, il mesure 1,30 m de large sur une hauteur visible de 0,90 m et une épaisseur de 0,70 m.

Un cinquième support E est rajouté par Léon Coutil en 1910 lorsque le dolmen a été redressé.

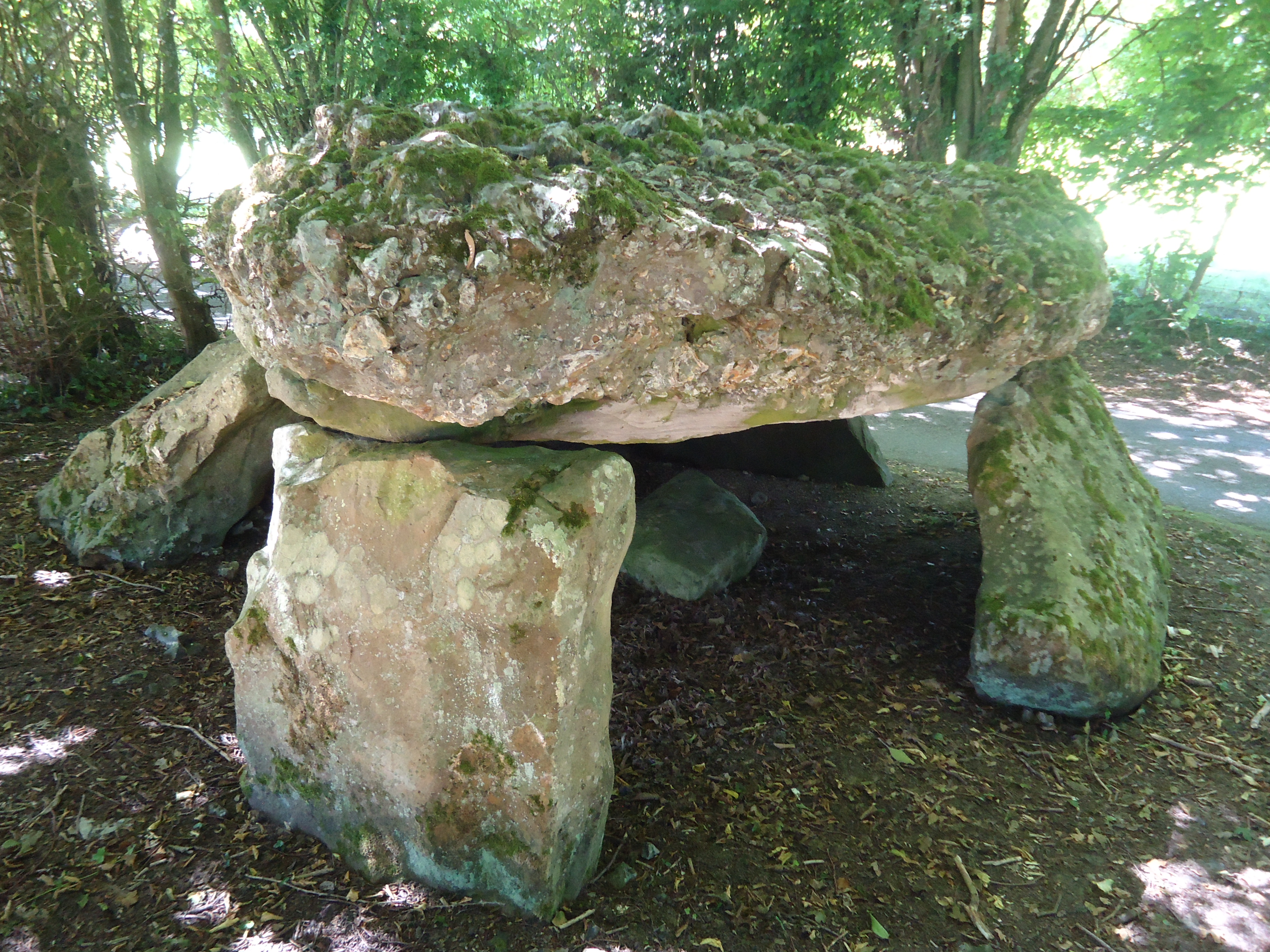
Support E au premier plan
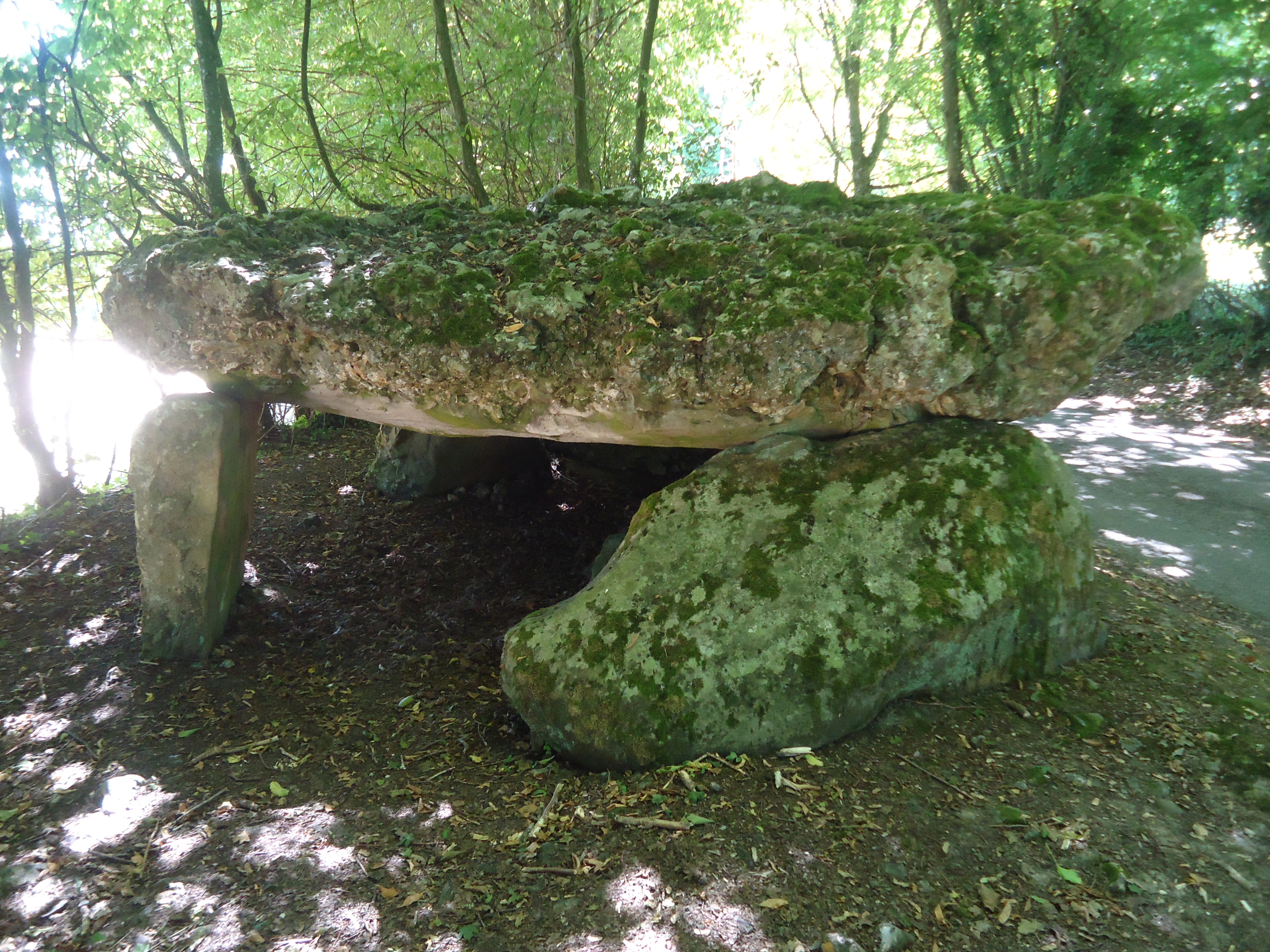
Support B à droite
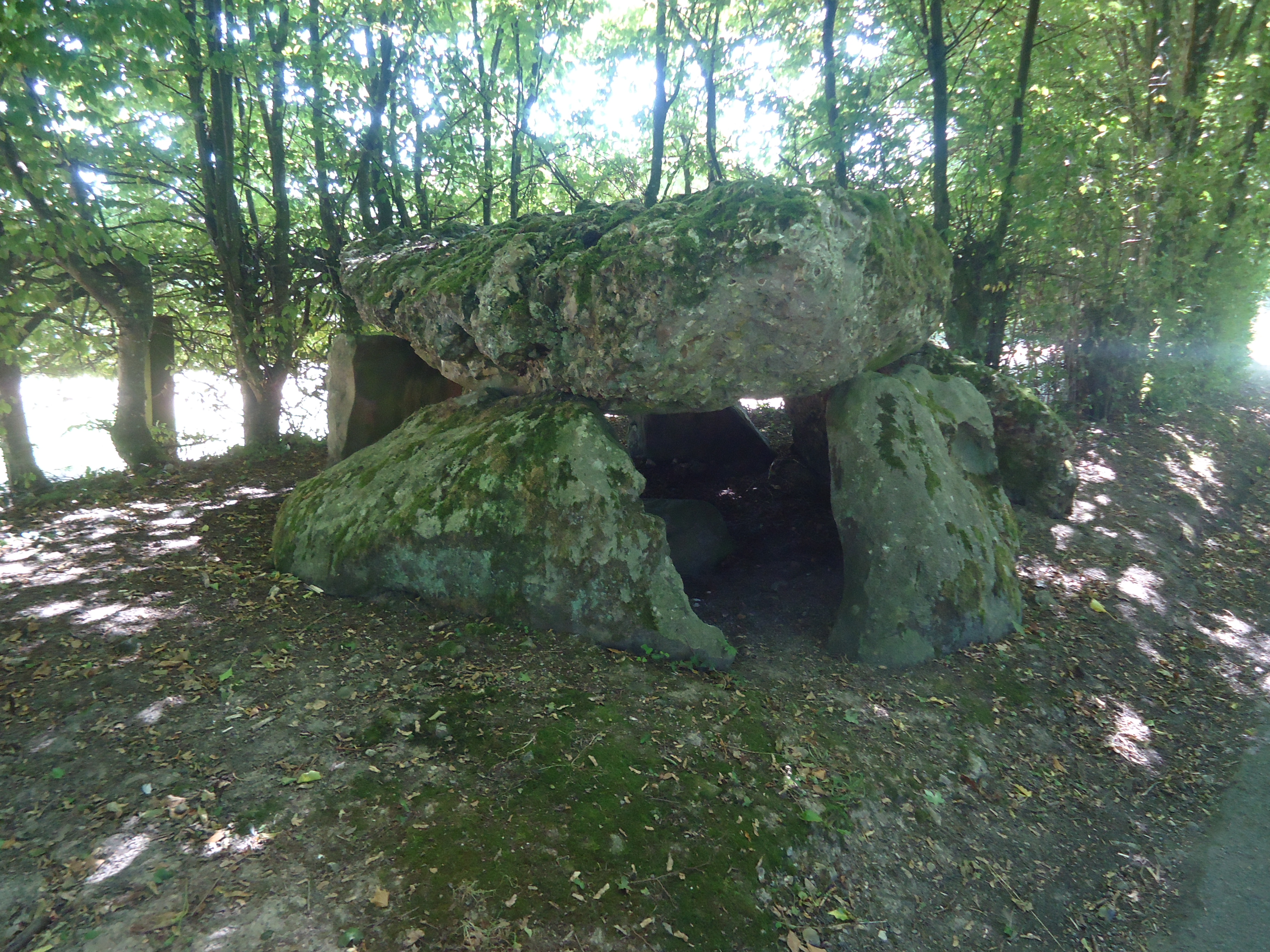
Supports A et B
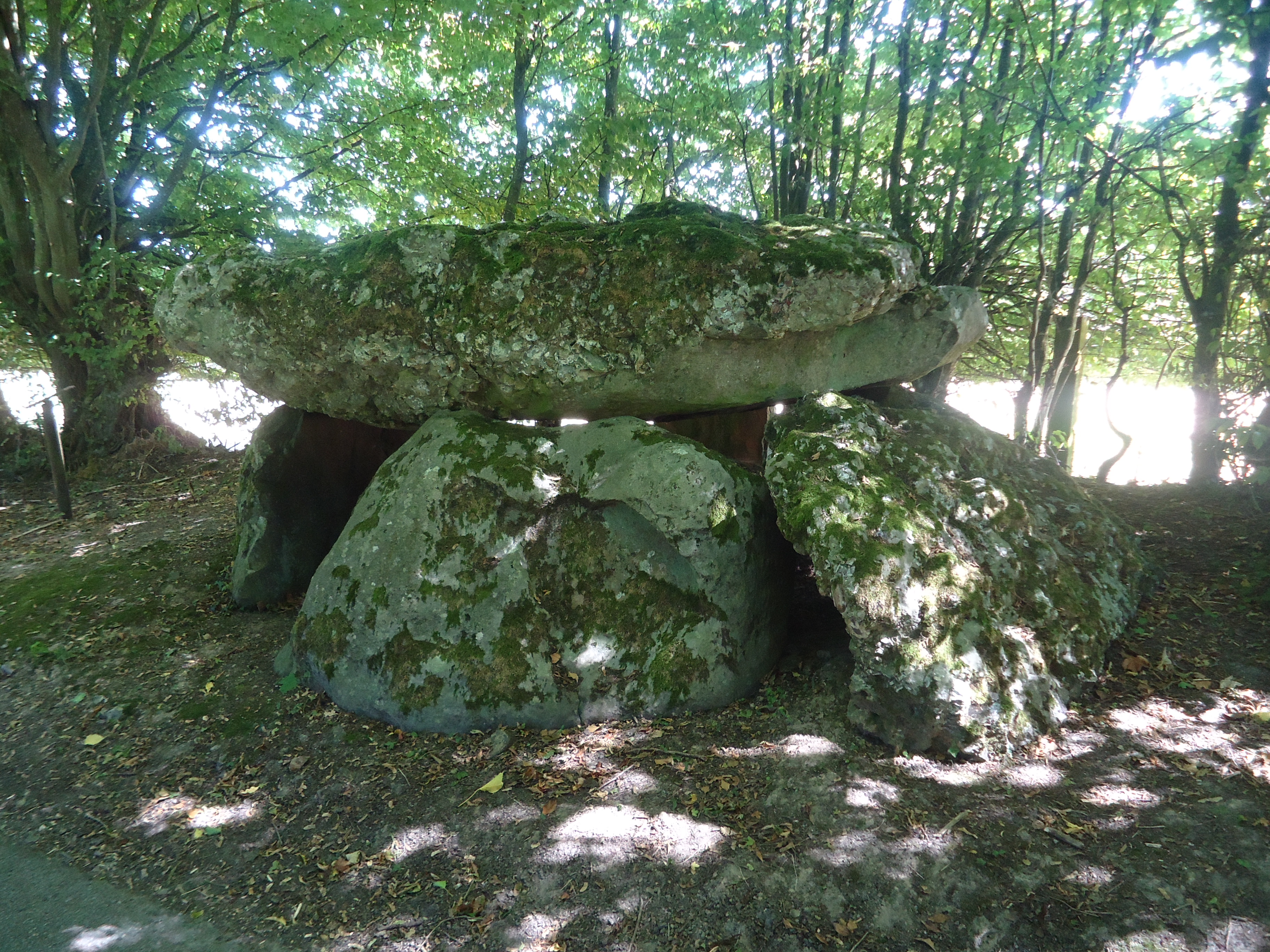
Supports B et C
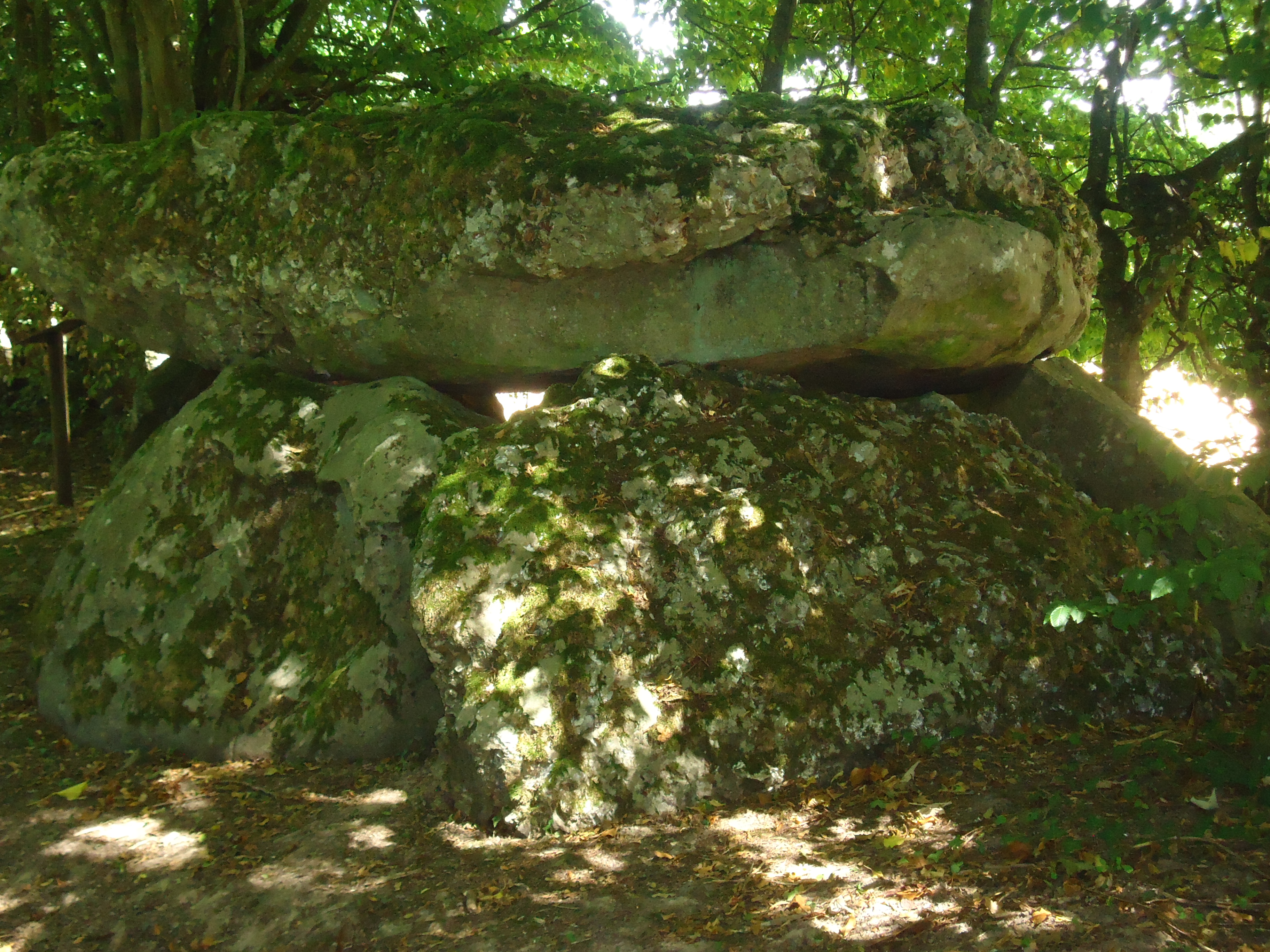
Supports C et D

## Historique

### Mentions du dolmen

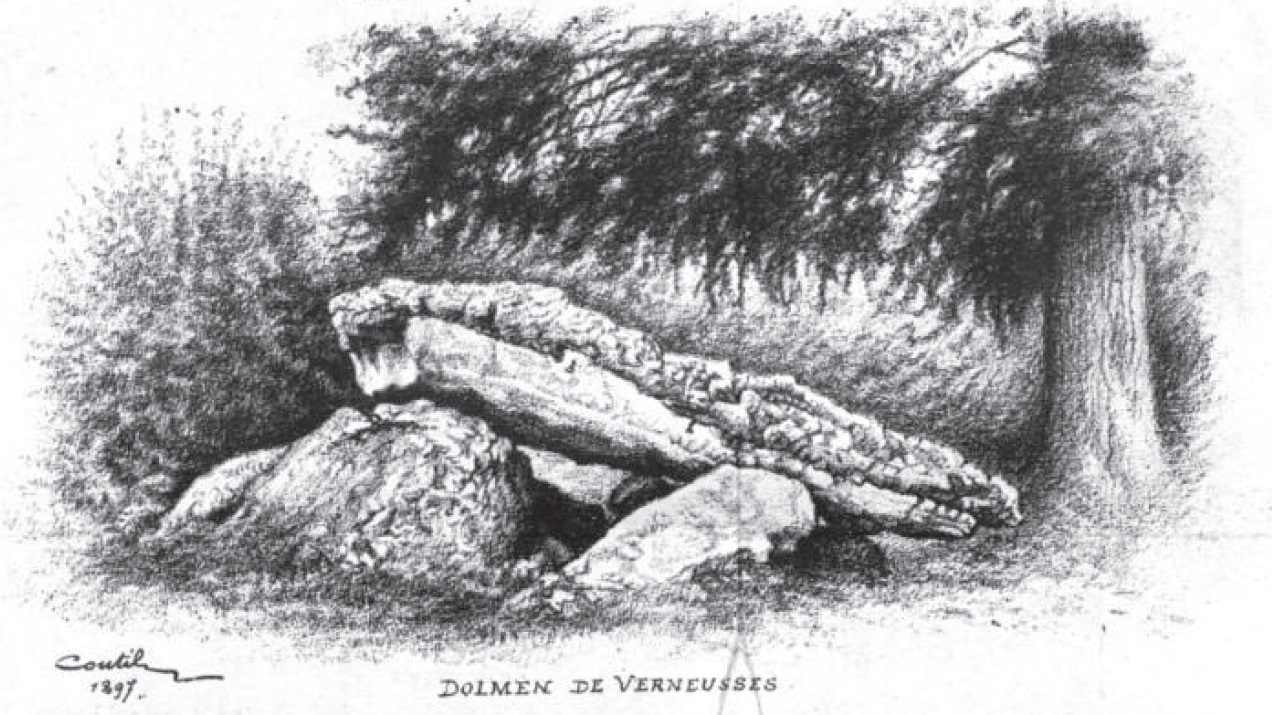
Le dolmen dessiné par Coutil en 1897

Frédéric Galeron est le premier à mentionner le monument en 1829 : « Une troisième pierre couplée se trouve à deux lieues de la Ferté, près du village de Verneusse, dans l’arrondissement de Bernay ; je l’ai visitée avec intérêt et j’en pourrais offrir ici la description si mon travail ne s’appliquait exclusivement aux monuments de l’Orne ». Le nom du dolmen a attiré son attention car il est porté par de nombreux mégalithes dont celui de la Ferté, celui de Glos-la-Ferrière ou celui du Gast. Pour lui, l’origine du mot vient de la racine lée (pierre) que l’on retrouve aussi dans le nom du dolmen de la Pierre Courcoulée aux Ventes . Léon Coutil y voit plutôt une allusion au triangle formé par les trois dolmens de Verneusses, la Ferté et Glos-la-Ferrière dont la proximité justifierait cet adjectif de couplée. C’est aussi l’interprétation que retient Amélie Bosquet lorsqu’elle mentionne les trois mégalithes dans son livre La Normandie romanesque et merveilleuse paru en 1845.

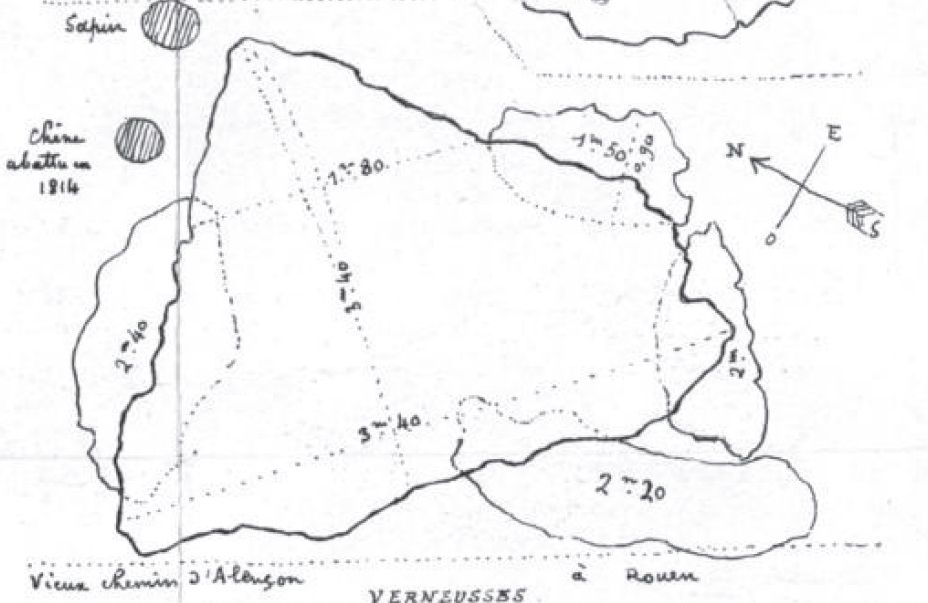
Vue en plan du dolmen dessinée par Coutil en 1897

Auguste Le Prévost, dans sa Notice historique et archéologique sur le département de l’Eure publiée en 1832, laisse entendre qu’il a été détruit : « Il existait sur la commune de Verneusse, le long de l’ancien chemin d’Alençon à Bernay, un autre dolmen, moins considérable, qui a été renversé ». Le vicomte de Pulligny reprend l’information dans son livre L’art préhistorique dans l’Ouest et notamment en Haute Normandie paru en 1879 : « Un autre dolmen, d’une faible importance, a été également détruit dans la commune de Verneusses, canton de Broglie ». L’erreur ne sera rectifiée qu’en 1896 lorsque Léon Coutil, président de la Société préhistorique française, décrit le dolmen dans son Inventaire des menhirs et dolmens de France : Eure .
Il est tout de suite convaincu de l’intérêt que présente le mégalithe. Malheureusement, celui-ci est en mauvais état : « Pendant l’hiver de 1814 à 1815, la chute d’un gros chêne, qui se trouvait sur le côté nord du monument, a amené le déplacement de la table. Maintenant, un énorme épicéa se voit à 0,60 m de l’emplacement où se trouvait le chêne. Il est à craindre qu’un jour il n’amène encore des dégradations à ce dolmen ». Les dégâts sont considérables. Le côté ouest de la table s’est affaissé sur le support A. Le support B est tombé sur l’accotement du chemin. Seul le support C assure encore sa fonction alors que le support D, incliné, ne touche même plus la dalle. Tous ces emplacements sont méticuleusement relevés par Coutil.

### Redressement du dolmen

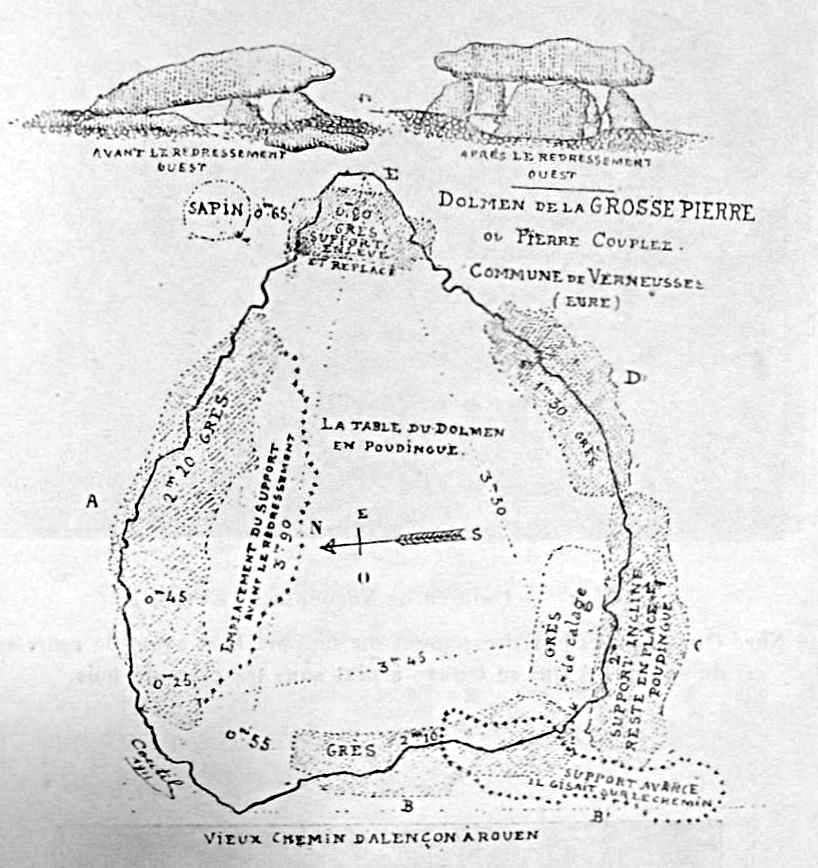
Vue en plan des différentes étapes de l’opération de redressement du dolmen

Décision est prise de redresser les supports tombés en 1815. Les 10 et 11 octobre 1910, on utilise des crics pour relever la partie de la dalle qui s’est effondrée sur le support A. Des madriers sont alors utilisés pour la maintenir en place pendant que le support B est relevé et déplacé de 1,40 m pour pouvoir prendre place sous la dalle. La position des supports C et D est ajustée pour s’adapter à la nouvelle situation de la table du dolmen. Par crainte du déséquilibre, un cinquième support E est rajouté à l’est du mégalithe. N’ayant pas trouvé de pierre satisfaisante à proximité, on fait venir de Montreuil-l'Argillé un bloc de grès de 1,85 m de haut et 0,90 m de large qu’on enfonce de 1 m dans le sol.

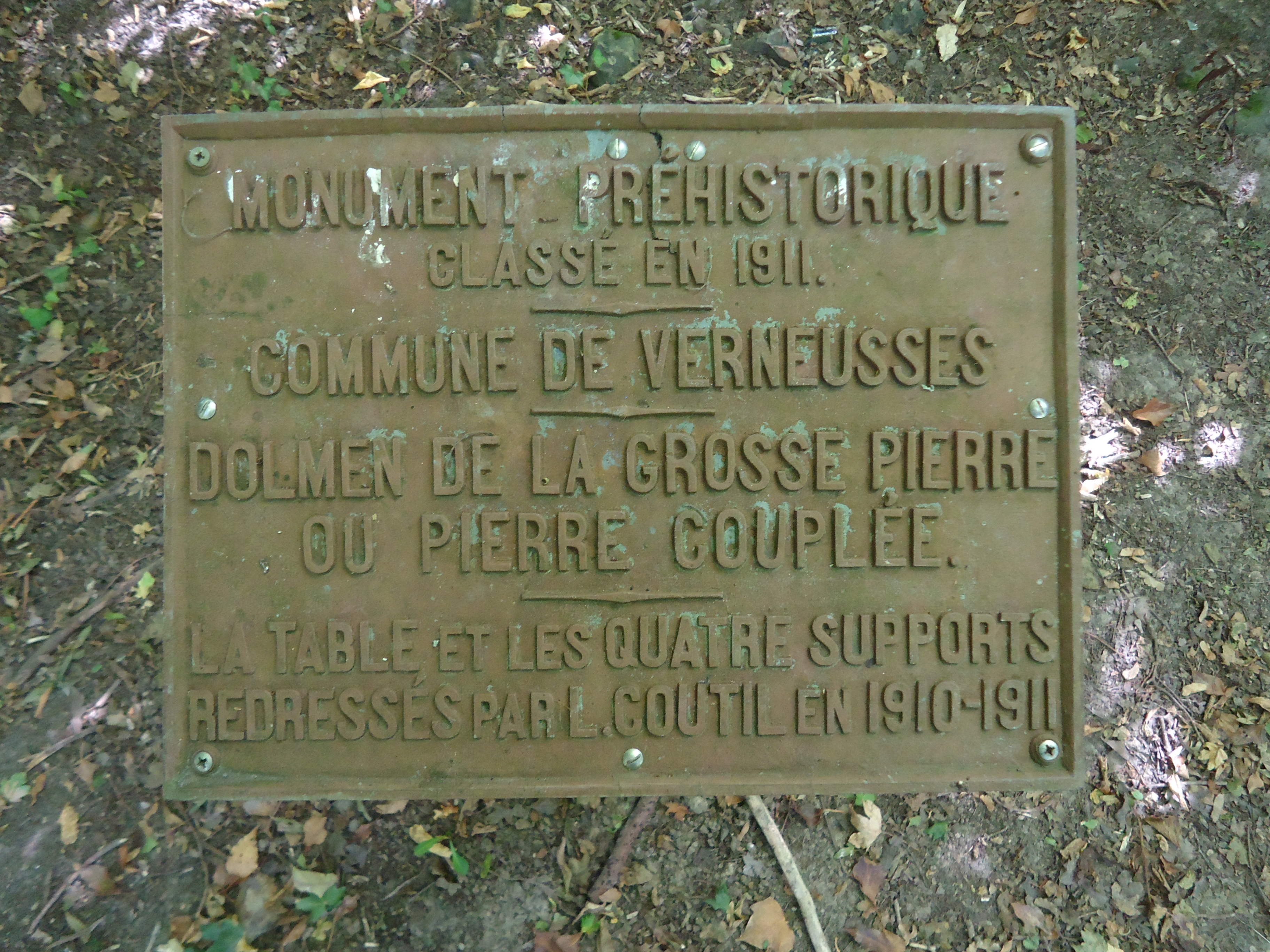
Plaque commémorative du redressement apposée par Coutil en 1911

En janvier 1911, la deuxième partie du chantier est engagée. C’est la partie la plus difficile. Il faut dégager le support A toujours couché sous la dalle qu’il supporte encore, sans toucher aux crics placés du même côté. Pour compliquer encore plus la tâche, les racines de l’épicéa se sont infiltrées sous le monument et l’arbre lui-même qui n’est qu’à 0,65 m du mégalithe complique les manœuvres. On doit donc creuser sous le support avant de le glisser entre les crics puis de le redresser jusqu’à ce que son extrémité vienne au contact avec la dalle. Pour améliorer sa planéité, on gratte le haut du support D sur 2 cm. L’opération est enfin menée à bien mais lorsqu’on retire les madriers, le tassement du monument entraîne un relèvement de la dalle de 2 cm au dessus du support D qui avait justement été rabaissé de cette hauteur, !
Seule ombre au tableau, « un groupe de préhistoriens amateurs est venu visiter notre restauration pour critiquer le redressement du dolmen, et notamment le placement de ce support indispensable pour la stabilité de la table ; nous savons d’ailleurs que ces critiques étaient faites par pur esprit de dénigrement systématique ».

### Classement du monument
L’opération de redressement a été l’occasion pour Coutil de faire des fouilles sous le dolmen. Après avoir retiré les nombreux débris de vaisselles et de bouteilles jetés là par les habitants, le sol est gratté sur une couche de 50 cm d’épaisseur jusqu’au niveau primitif fait de glaise compacte avec du silex sans qu’aucun débris osseux ni objet travaillé ne soit retrouvé.
Ces efforts sont récompensés par le classement du dolmen au titre des monuments historiques dès le 4 avril 1911. Léon Coutil fait alors apposer près du mégalithe une plaque mentionnant le classement du dolmen et son redressement.